# Francesc Josep Vélez
Francesc Josep Vélez (Barcelona, 14 de novembre del 1961) és un escriptor i poeta català. Llicenciat en filosofia per la Universitat de Barcelona, tancà els seus anys universitaris amb la tesina La lluita contra el caos. Aproximació al pensament ètic i polític de Joan Maragall. És professor d'Història de la Filosofia a l'Escola Súnion de Barcelona.

## Obra

### Poesia
- Cants d'Esblada, Premi de poesia Maria Mercè Marçal 2002 (Lleida: Pagès Editors, 2002)
- La mirada de Tirèsies, pròleg de Jordi Pàmias i Grau, Premi de poesia Les Talúries 2003 (Lleida: Pagès Editors, 2003)
- Cant de la devastació, pròleg de Jordi Julià i Garriga, Premi de poesia Sant Celoni 2005 (Barcelona: Viena Edicions, 2005)
- La llum de l'escultor, pròleg de Jordi Caixàs i Borrell, amb il·lustracions de Josep Maria Subirachs i Sitjar (Barcelona: Querol, CCQQVV, 2006)
- El lament d'Europa, pròleg de Jesús Revelles i Esquirol (Palma, Mallorca: Lleonard Muntaner, Editor, 2008)
- L'essència de la pols, Premi de Poesia Mediterrània Pare Colom 2011 d'Inca (Palma, Mallorca: Lleonard Muntaner, Editor, 2011)
- Ha participat amb poesia inèdita a Ningú no ens representa. Poetes emprenyats (Editorial Setzevents, 2011, Barcelona)
- Tsukuru, pròleg de Julia Manzano, fotografies de Raimon Bolíbar, música d'Albert Oliveres (Col·lecció Poesia/40, Palma, Mallorca: Lleonard Muntaner, Editor, 2017)
- Ha participat a Llum a les golfes. Una antologia del haiku modern i contemporani català. Tria, notes i pròleg a cura de D. Sam Abrams (Editorial El far de Viena, 2018)
- Ha participat a Una vela en el mar blau. Antologia de poesia catalana moderna de tema grec. Edició de D. Sam Abrams i Eusebi Ayensa (Edicions Cal·lígraf, 2019)
- Els instants submergits, pròleg de Jaume C. Pons Alorda, Premi de poesia Ventura Ametller 2021 (Edicions del 1984, Barcelona, 2021)
- Ulisses (Palma, Mallorca: Lleonard Muntaner, Editor, La Fosca, 73, 2025)

La Revista Poesía 080 (Barcelona, Invierno 2006) publicà en edició bilingüe català-castellà poemes de La mirada de Tirèsies i altres poemes inèdits (en traducció d'Alberto Tugues).
El 2013, fou escollit per la Societat Finlàndia-Espanya de Lappeenranta (Finlàndia) per a fer recitals a diferents ciutats fineses al llarg d'una setmana; anteriorment, els poetes convidats a aquesta activitat foren Roc Casagran (2007), Anna Aguilar-Amat (2008), Gemma Gorga (2009), Teresa Colom (2010), David Castillo (2011) i Mireia Calafell (2012).

### Narrativa
En el camp de la narrativa breu és autor del contes:
- L'escorpí (dins Telefona'm i altres narracions, Lleida: Pagès Editors, 2005)
- L'ànima de les basses, Premi Vent de Port 2006 (dins L'ànima de les basses i altres narracions, Lleida: Pagès Editors, 2006)
- La lògica dels panys, 12 relats (Col·lecció Les ales esteses, Barcelona: La Magrana, RBA, 2013)